# Nåntuna lunds naturreservat
Nåntuna lund är ett naturreservat som ligger söder om Uppsala och mellan Nåntuna och Fyrisån.
Nåntuna lund präglas av stora ekar och hasselbuskage. Till exempel finns några av Uppsala läns största och äldsta ekar här. I reservatet finns ett nästan 2 000-årigt gravfält, Danmark RAÄ 117:1, med cirka 90 fornlämningar. Nåntuna lund var en del av Linnés exkursioner i Danmarks socken.